# Glaucina mayelisaria
Glaucina mayelisaria là một loài bướm đêm trong họ Geometridae.